# Бальтасар де Суньига Гусман и Сармьенто
 Бальтасар де Суньига Гусман Сотомайор-и-Мендоса (исп. Baltasar de Zúñiga Guzmán Sotomayor y Mendoza; декабрь 1658, Бехар — 26 декабря 1727, Мадрид) — испанский аристократ и государственный деятель из дома де Суньига, 1-й герцог Арион и гранд Испании (1725—1727), более известный под титулом маркиза Валеро (1660), который он носил до получения герцогского титула, а также как 4-й маркиз Аленкер (1685—1727). Член королевского совета и военного совета королей Карлоса II и Фелипе V, вице-король и генерал-капитан Наварры (1692—1697), вице-король и генерал-капитан Сардинии (1704—1707), вице-король, губернатор и генерал-капитан Королевства Новая Испания (1716—1722), председатель Королевской аудиенсии Мехико, главный майордом короля Филиппа V, президент Совета Индий (1724—1727).

## Происхождение
Родился в декабре 1658 года в Бехаре и был крещен 9 января 1659 года. Второй Хуана Мануэля де Суньиги Сотомайора-и-Мендоса (1622—1660), 9-го герцога Бехара и Пласенсии, 5-го герцога Мандаса и Вильянуэвы, 10-го маркиза Хибралеон, 5-го маркиза Терранова, 13-го графа Белалькасар, 10-го Баньярес, 1-го маркиза Валеро, и его жены, Терезы Сармьенто де Сильва-и-Фернандес де Ихар, 3-й маркизы Аленкер (1631—1709), дочери Родриго Сармьенто де Сильва-и-Виландрандо, 8-го графа Салинас, 8-го графа де Рибадео и 2-го маркиза Аленкер, и его жены Изабель Маргарита Фернандес де Ихар-и-Кастро-Пинос, 4-й герцогиня Ихар.

## Наследство
Его отец Хуан Мануэль, 9-й герцог Бехар, умерший 14 ноября 1660 года, в своем завещании от 7 ноября 1660 года назвал своих сыновей: Мануэля Диего следующим герцогом Бехар, а Бальтасара — 2-м маркизом Валеро. Поскольку они были несовершеннолетними, он назначил наставником свою жену Терезу, 9-ю герцогиню Бехар. Его мать Тереза поручает опеку над Бальтасаром его дяде Диего Гомесу де Сильве (брату Терезы), назначая его своим куратором актом от 28 мая 1664 года.
После смерти Брианды де Суньига-и-Сармьенто де ла Серда, 6-й маркизы Аямонте, в 1648 году возник длительный спор по поводу наследования и владения маркизатом между Луизой Хосефой Манрике де Суньига, 3-й маркизой Вилламанрике, и её сыном Мануэлем Луисом де Гусманом с братьями Мануэлем Диего и Бальтасаром, по поводу наследования майората, в который входил маркиз Валеро, поддерживаемый Леонор де Суньига-и-Давила, маркизой Лорианы и де Байдес (внучкой Диего де Суньиги Сотомайора, младшего брата отца Бальтасара).
Привилегией от 12 мая 1712 года король Филипп V подтверждает Бальтасара де Суньигу, маркиза Валеро-и-Аленкер, сына Терезы Сармьенто де Сильва-и-Фернандес де Ихар, налог с продаж и другие права городов Моралес и Таламанка-де-Харама, провинция Мадрид, а также Касасола-де-Арион, провинция Вальядолид. По соглашению от 4 июня 1712 года, заключенному между Бальтасаром и его племянником Хуаном Мануэлем, 11-м герцогом Бехаром, Бальтасар получает города Касасола-де-Арион, провинция Саламанка, и Таламанка-де-Харама, провинция Мадрид. 20 июня 1712 года Бальтасар, маркиз де Валеро, вступил во владение городом Касасола-де-Арион, Вальядолид, с его юрисдикцией, налогом с продаж и другими правами.
Бальтасар прибыл в Брюссель в феврале 1686 года, чтобы встретиться со своим старшим братом Мануэлем Диего, 10-м герцогом Бехаром, и вместе они принимают участие в войне против турок-османов на стороне австрийской армии. При штурме Буды, Венгрия, его брат Мануэль Диего, генерал испанского кавалерийского полка, 17 июля 1686 года получил смертельное ранение, Бальтасар получил не столь серьезные ранения. Леопольд, император Священной Римской империи, написал Бальтасару де Суньиге, маркизу Валеро, 31 июля 1686 года письмо с соболезнованиями в связи со смертью Мануэля Диего, 10-го герцога Бехара-и-Пласенсия.

## На службе у короля Карла II
Бальтазар был членом королевского совета и военного совета короля при Карлосе II.

### Вице-король и генерал-капитан Королевства Наварра
Король Карлос II назначил Бальстасара де Суньигу вице-королем и генерал-капитаном королевства Наварра. Он занимал эту должность с 15 ноября 1692 по 1697 год. Король Карлос II и Бальтасар де Суньига, маркиз Валеро, обмениваются перепиской с 1692 по 1697 год, а также монарх отправлял ему некоторые приказы. Совет Наварры пишет ему консультации в 1696 году. Королевский совет посылает ему письма с 1693 по 1696 год. Король Карлос II информирует его в письмах с 1693 по 1697 год о Девятилетней войне, названной так потому, что она длилась с 1688 по 1697 год и велась на два фронта, один во Фландрии, другой в Аликанте и Барселоне. Бальтасар де Суньига, маркиз Валеро, предлагает королю Карлосу II захватить город Байонна во Франции, чтобы уменьшить давление Франции на Каталонию. По Рисвикскому мирному договору, подписанному 20 сентября 1697 года, Испании были возвращены территории, завоеванные Францией во время войны.

## На службе у короля Филиппа V
После смерти короля Испании Карла II 1 ноября 1700 года, не оставившего потомства, и согласно его завещанию от 2 октября 1700 года, на испанский престол стал претендовать Филипп, герцог Анжуйский, второй сын дофина Людовика, сына инфанты Марии Терезы (дочери короля Испании Филиппа IV), которая была замужем за королем Франции Людовиком XIV. Эрцгерцог Карл Австрийский, второй претендент на испанский трон, имевший те же права, что и Филипп, герцог Анжуйский, будучи сыном императора Священной Римской империи Леопольда и внуком короля Испании Филиппа III. Леопольд Габсбург был женат на инфанте Маргарите Терезе Испанской, старшей сводной сестре короля Испании Карла II. В мае 1702 года Священная Римская империя и союзные европейские державы (Англия, Голландия, Савойя и Португалия) объявили войну Испании и Франции, получившую название Войны за престолонаследие, которая продолжалась до подписания мирных договоров в Утрехте в 1713 году, Раштате в 1714 году и между Мадридом и Веной в 1725 году.
Король Испании Филипп V письмом от 8 мая 1701 года потребовал от Бальтасара де Суньиги принести присягу на верность в монастыре Херонимос в Мадриде. Бальтасар, уважая завещание умершего короля Карлоса II, выполняет требование Филиппа V.

### Вице-король и генерал-капитан Сардинии
Король Фелипе V назначил его вице-королем и генерал-капитаном Королевства Сардиния, эту должность он занимал с 1704 по 1707 год. Бальтасар переписывался с королем Филиппом V и с членами государственного совета по вопросам, связанным с его положением. Граф Фрихилиана информировал его письмами от 19 сентября, 14 октября и 1 ноября 1705 года, а также 26 марта 1707 года по административным и военным вопросам, связанным с Войной за престолонаследие. Письмом от 28 июня 1708 года король Испании Филипп V назначил его членом королевского совета и военного совета.

### Вице-король, губернатор и генерал-капитан Новой Испании
Бальтасар де Суньига был назначен королем Фелипе V 22 ноября 1715 года вице-королем, губернатором и генерал-капитаном королевства Новая Испания и президентом королевской аудиенсии Мехико. Он отплыл со своей свитой из порта Кадис 10 марта 1716 года на корабле «Ла Эрмиона», которым командовал мастер Антонио Гарсия, с кораблями эскадры под командованием его начальника Фернандо Чакона в Новую Испанию. Он официально въехал в Мехико 16 августа 1716 года. Он был первым вице-королем Новой Испании, не состоящим в браке.
В начале своего правления он получил известие, что индейцы в Техасе страдают от голода и не могут служить колонистам. Поселенцы без помощи индейцев покинут города, и по этой причине Техас будет потерян. Маркиз Валеро приказал оказать помощь этому региону и научить индейцев обрабатывать землю и разводить скот, чтобы они могли обеспечить себя своими потребностями, что и было сделано. Он создал аванпосты, чтобы предотвратить вторжение французских колонистов. Местные касики Ла-Флориды, собравшиеся в Пенсаколе в 1717 году, хотели прибыть в Мехико, им была оказана помощь в путешествии на корабле из флота Барловенто, который доставил их в Веракрус, а оттуда они отправились в столицу, где их очень хорошо приняли, крестили и предложили дружить с испанцами, что они и выполнили. В это время испанская корона приказала установить табачную монополию на Кубе и в Мексике, а частные фабрики, которые ранее работали на ней, исчезли. Этот бизнес представлял собой большой приток денег для короны.
В то время как англичане, посвятившие себя вырубке и контрабанде ценных пород дерева, были окончательно выселены из Лагуна-де-Терминос, вице-король маркиз де Валеро позаботился о колонизации территории Техаса, основав в 1718 году город Сан-Антонио де Бехар в Техасе и создали аванпосты, чтобы не дать французам обосноваться в этих местах. В так называемом «Дворце губернатора» Сан-Антонио-де-Бехар хранятся его портрет и ксерокопия свидетельства о крещении.
В Сьерра-Горде, на территории нынешнего штата Тамаулипас, было проведено умиротворение липанских индейцев с созданием некоторых миссий. Во время его правления против коренного населения Наярита были начаты военные кампании и принудительная христианизация. Идол, которому они больше всего поклонялись, был доставлен в Мексику, и инквизиция в знак веры сожгла его. Провинция была богата полезными ископаемыми. Один из городов получил название Сан-Франсиско-де-Валеро. Укрепления Флориды также были перестроены.
В Мексике он основал монастырь индейцев-капуцинов, который получил название Корпус-Кристи для знатных индейцев. В Праздник Тела и Крови Христовых, 16 июня 1718 года, после процессии и на обратном пути во дворец вице-король маркиз Валеро подвергся нападению с ножом со стороны человека по имени Николас Камачо, который не смог ранить его, потому что был арестован вовремя и был отправлен в больницу Сан-Иполито для душевнобольных.
Кардинал Хулио Альберони, протеже королевы Изабеллы Фарнезе, главная фигура с 1716 по 1719 год в правительстве короля Филиппа V, инициирует агрессивную политику с целью вернуть себе испанские королевства в Италии, сблизив Англию с Францией. Англия объявляет войну Испании 29 декабря 1718 года и Франции 9 января 1719 года. Эти события имели резонанс в Америке. Французские поселенцы вторглись в Пенсаколу 19 мая 1719 года в результате войны между Испанией и Францией и были вынуждены сдаться войскам вице-короля. Столкнувшись с угрозой нового вторжения, поселенцы отступили в Коауилу. Вице-король, маркиз де Валеро, не принял капитуляцию и послал войска под командованием нового губернатора Флориды и Техаса Агустина Эчеверри-и-Субиса, маркиза Сан-Мигель-де-Агуайо, с 500 ополченцами, чтобы занять залив Святого Духа, вытеснив поселившихся там французов, приказав прекратить боевые действия и восстановить миссии и президиумы.
Вице-король маркиз де Валеро занялся выселением французов, основавших важные колонии на острове Эспаньола. В 1720 году между Испанией и Францией был заключен окончательный мир, и тогда необходимо было предпринять операции по изгнанию датчан, захвативших острова Сан-Хуан и Санто-Томас, которые они укрепили и на которых установили артиллерию. В конце 1720 года была проведена первая Халапская ярмарка, организованная купцами, а в 1722 году в столице Мексики вышла первая газета. Во время его правления корона назначила инквизитора Мексики дона Франсиско Гарсарона.

### Сомилье корпуса и президент Совета Индий
После женитьбы принца Астурийского, будущего короля Луиса I, на принцессе Орлеанской, маркиз Валеро был назначен главным королевским майордомом в Мадриде, за что 15 октября 1722 года должен был передать управление Новой Испанией. Бальтазар присутствовал 10 января 1724 года в монастыре Эль-Эскориал, Мадрид, на церемонии отречения короля Филиппа V в пользу его сына Луиса, с инфантами Фернандо и Карлосом и другими персонажами. В январе 1724 года король Луис I назначил его президентом Совета Индий. Правление Луиса I было очень коротким, он умер 31 августа 1724 года. Фелипе V снова правил до своей смерти в 1746 году.
20 сентября 1725 года король Фелипе V пожаловал ему и его преемникам титул 1-го герцога Ариона со званием гранда Испании первого класса. В том же году он назначается на влиятельную придворную должность сомелье королевского корпуса. Два года спустя, 6 ноября 1727 года, король Фелипе V предоставил ему печать для подписи.
Бальтазар де Суньига планировал жениться на Виктории Франциске Савойской, внебрачной дочери герцога Савойского Виктора Амадея II, но по разным причинам этот брак так и не состоялся. Он составил завещание 4 декабря 1727 года, а скончался в Мадриде 26 декабря 1727 года. По его завещанию его сердце было отправлено в Мексику и хранится в часовне монастырской церкви Корпуса Кристи, основанной им самим.